# Czarny Drin
Czarny Drin (mac. Црн Дрим – Crn Drim, alb. Drini i Zi) – rzeka w zachodniej Macedonii Północnej i północno-wschodniej Albanii, w zlewisku Morza Adriatyckiego. Długość – 177 km (56 km w Macedonii, 121 km w Albanii), powierzchnia zlewni – 11.967,5 km² (5254 km² w Macedonii, 6603,6 km² w Albanii, 109,9 km² w Grecji; łącznie ze zlewniami jezior Ochrydzkiego – 1205,5 km² i Prespa – 1046 km²), średni przepływ – 116 m³/s (w Kukës).
Czarny Drin nie ma źródła – wypływa jako niewielka rzeka z północnego brzegu Jeziora Ochrydzkiego w mieście Struga, na wysokości 693 m n.p.m. Od 1962 odpływ jest regulowany i utrzymywany na poziomie 22 m³/s. Czarny Drin płynie na północny zachód między łańcuchami górskimi Jabłanica na zachodzie i Stogowo na wschodzie. Na odcinku macedońskim zasila trzy sztuczne zbiorniki wodne: Głoboczica, Szpilje i Debar, przy czym ten ostatni tworzy wspólnie ze swym największym dopływem – Radiką. Następnie Czarny Drin mija od zachodu miasto Debar i przecina granicę macedońsko-albańską.
Na terenie Albanii Czarny Drin również płynie przez góry, rozdzielając pasma Deszat, Korab i Szar Płanina na wschodzie od pasm Allaman, Zejë i Debë na zachodzie. Koło wsi Fushë Muhër rzeka skręca na północ. Na albańskim odcinku Czarnego Drinu istnieją trzy sztuczne zbiorniki wodne: Fierze, Koman i Zadeje. Koło miasta Kukës Czarny Drin łączy się z Białym Drinem, tworząc Drin – najdłuższą rzekę Albanii.
Czarny Drin otrzymuje liczne i stałe dopływy ze śniegów topniejących w górach otaczających jego dolinę, dzięki czemu jest rzeką stałą, a nawet zasobną w wodę. Po powstaniu łańcucha tam i zbiorników przepływ rzeki, wcześniej mocno uzależniony od nieregularnych opadów, bardzo się ustabilizował. Zbiorniki jednak mają głównie funkcję energetyczną; z elektrowni na Drinie i dopływach Albania uzyskuje 90% swej energii elektrycznej.
Do zlewni Czarnego Drinu należą również subzlewnie Jeziora Ochrydzkiego i jeziora Prespa – mimo że nie ma między nimi połączenia na powierzchni. Wody jeziora Prespa przesiąkają jednak pod gruntem przez wapienne skały pasma górskiego Galiczica oddzielającego jeziora.